# ハート・エレキ
「ハート・エレキ」は、日本の女性アイドルグループ・AKB48の楽曲。楽曲は秋元康により作詞、丸谷マナブにより作曲されている。2013年10月30日にAKB48のメジャー33作目のシングルとしてキングレコードから発売された。楽曲のセンターポジションは小嶋陽菜が務めた。

## 背景とリリース
楽曲のシングル盤は「Type A」の初回限定盤と通常盤、「Type K」の初回限定盤と通常盤、「Type B」の初回限定盤と通常盤、「Type 4」の初回限定盤と通常盤、「劇場盤」の9形態によって発売されている。
特典として、Type A、K、B、4の8種にはバンドニックネームステッカー（全16種、ランダムで1枚封入）が封入されている。これに加え、各Typeそれぞれの初回限定盤には全国握手会イベント参加券1種（ランダム）、それぞれの通常盤には生写真1種（ランダム）が封入されている。
劇場盤には「劇場盤発売記念大握手会参加券+オリジナルクレジット入りメンバー個別生写真1枚」「劇場盤発売記念大握手会当日メンバー指名参加券+オリジナルクレジット入りメンバー個別生写真1枚」「オリジナルクレジット入りメンバー個別生写真2枚」の3種の特典があり、いずれか1つを選択できる。
キャッチコピーは「人差し指は魔法の杖」。
楽曲は、2013年9月18日に日本武道館において開催された『AKB48 34thシングル選抜じゃんけん大会』の前座として挙行されたミニライブで初披露された。楽曲のセンターポジションは小嶋陽菜。小嶋は初めて単独でセンターポジションを務める。
選抜メンバーの人数は前作と同じ16人で、初選抜はゼロ。選抜復帰のメンバーは4人で、入山杏奈と川栄李奈の2人が『さよならクロール』以来2作ぶり、峯岸みなみが『So long !』以来3作ぶり、多田愛佳が『Everyday、カチューシャ』以来12作ぶりの選抜入りとなった。卒業した板野友美と篠田麻里子のほか、須田亜香里と宮澤佐江の計4人が選抜から外れた。
CDとDVDともにレーベル面がGS風な楽曲に合わせ、レコード風になっており、溝のような凹凸のデザインが施されている。デザインを担当したのはスピッツ、椎名林檎、坂本真綾などのアーティストのアートディレクションを手掛ける木村豊によるものである。
「ハート・エレキ」のミュージック・ビデオは、金子修介により撮影され、選抜メンバーが1960年代のグループ・サウンズをイメージしたバンド「The G.FINGERS」のメンバーという設定で、GS伝説の男・ジミー役で井上順、リポーター役で伊藤さとりも出演している。撮影は2013年9月に東京都調布市のスタジオや千葉県木更津市で2日間にわたって行われ、同年10月5日に京セラドーム大阪において開催された『32ndシングル「恋するフォーチュンクッキー」全国握手会』イベント冒頭で初公開された。
楽曲はひかりTV『AKB48グループ ドラフト会議』CMソングに使用されている。
『AKB48 リクエストアワー セットリストベスト200 2014』では、「ハート・エレキ」が49位、シングルカップリング曲の「清純フィロソフィー」が1位に選ばれた。
楽曲は、AKB48の姉妹グループであったSNH48によりカバーされている。このバージョンはグループの4作目のEPとしてリリースされている。

## アートワーク
| Type A（表） | 大島優子・柏木由紀・小嶋陽菜・指原莉乃・高橋みなみ                                                     |
| Type A（裏） | 入山杏奈・多田愛佳・川栄李奈・峯岸みなみ・山本彩・渡辺美優紀                                           |
| Type K（表） | 島崎遥香・松井珠理奈・松井玲奈・横山由依・渡辺麻友                                                     |
| Type K（裏） | 大島優子・柏木由紀・小嶋陽菜・指原莉乃・高橋みなみ                                                     |
| Type B（表） | 入山杏奈・多田愛佳・川栄李奈・峯岸みなみ・山本彩・渡辺美優紀                                           |
| Type B（裏） | 島崎遥香・松井珠理奈・松井玲奈・横山由依・渡辺麻友                                                     |
| Type 4（表） | 大島優子・柏木由紀・小嶋陽菜・指原莉乃・島崎遥香・高橋みなみ・松井珠理奈・松井玲奈・横山由依・渡辺麻友 |
| Type 4（裏） | 入山杏奈・多田愛佳・川栄李奈・峯岸みなみ・山本彩・渡辺美優紀                                           |
| 劇場盤（表） | 大島優子・柏木由紀・小嶋陽菜・指原莉乃・島崎遥香・高橋みなみ・松井珠理奈・渡辺麻友                     |
| 劇場盤（裏） | 入山杏奈・多田愛佳・川栄李奈・松井玲奈・峯岸みなみ・山本彩・横山由依・渡辺美優紀                       |

## チャート成績
『ハート・エレキ』のシングルCDは、発売前日（集計初日）の2013年10月29日付オリコンデイリーシングルチャートにおいて、推定売上枚数約102万1000枚で初登場1位を記録した。これにより集計初日のみでミリオンセラーを達成した。AKB48のシングルのミリオンセラー達成は『桜の木になろう』から14作連続・通算15作目となった。連続ミリオンセラー達成数ではB'zが持っていた記録（13作連続）を約17年5か月ぶりに更新し、AKB48が単独1位となったほか、通算達成数でもAKB48が同じくB'z（15作）と並ぶ1位タイとなった。
その後、同年11月11日付オリコン週間シングルチャートにおいて、初週売上枚数約120万4000枚で初登場1位を記録した。AKB48のシングルの1位獲得は『RIVER』から20作連続・通算20作目となり、松田聖子、浜崎あゆみに続いて女性アーティスト史上3組目となる20作連続首位を達成した。

## シングル収録トラック

### Type A
初回限定盤と通常盤の2種類が存在するが、収録トラックは同一である。
| #  | タイトル                                     | 作詞   | 作曲       | 編曲               | 時間 |
| -- | -------------------------------------------- | ------ | ---------- | ------------------ | ---- |
| 1. | 「ハート・エレキ」                           | 秋元康 | 丸谷マナブ | 増田武史           | 4:58 |
| 2. | 「快速と動体視力」(アンダーガールズ)         | 秋元康 | 俊龍       | 野中“まさ”雄一     | 4:08 |
| 3. | 「キスまでカウントダウン」(Team A)           | 秋元康 | 杉山勝彦   | 杉山勝彦、有木竜郎 | 5:20 |
| 4. | 「ハート・エレキ（off vocal ver.）」         |        |            |                    |      |
| 5. | 「快速と動体視力（off vocal ver.）」         |        |            |                    |      |
| 6. | 「キスまでカウントダウン（off vocal ver.）」 |        |            |                    |      |

| #  | タイトル                        | 作詞 | 作曲・編曲 | 監督     |
| -- | ------------------------------- | ---- | ---------- | -------- |
| 1. | 「ハート・エレキ」              |      |            | 金子修介 |
| 2. | 「ハート・エレキ -Dance ver.-」 |      |            |          |
| 3. | 「快速と動体視力」              |      |            | 中村太洸 |
| 4. | 「キスまでカウントダウン」      |      |            | 竹石渉   |

### Type K
初回限定盤と通常盤の2種類が存在するが、収録トラックは同一である。
| #  | タイトル                             | 作詞   | 作曲       | 編曲           | 時間 |
| -- | ------------------------------------ | ------ | ---------- | -------------- | ---- |
| 1. | 「ハート・エレキ」                   | 秋元康 | 丸谷マナブ | 増田武史       |      |
| 2. | 「快速と動体視力」(アンダーガールズ) | 秋元康 | 俊龍       | 野中“まさ”雄一 |      |
| 3. | 「細雪リグレット」(Team K)           | 秋元康 | 横健介     | 生田真心       | 3:30 |
| 4. | 「ハート・エレキ（off vocal ver.）」 |        |            |                |      |
| 5. | 「快速と動体視力（off vocal ver.）」 |        |            |                |      |
| 6. | 「細雪リグレット（off vocal ver.）」 |        |            |                |      |

| #  | タイトル                                          | 作詞 | 作曲・編曲 | 監督     |
| -- | ------------------------------------------------- | ---- | ---------- | -------- |
| 1. | 「ハート・エレキ」                                |      |            | 金子修介 |
| 2. | 「ハート・エレキ -Dance ver.-」                   |      |            |          |
| 3. | 「快速と動体視力」                                |      |            | 中村太洸 |
| 4. | 「細雪リグレット」                                |      |            | 井上哲央 |
| 5. | 「秋元才加 卒業ドキュメント「強さと弱さの間で」」 |      |            |          |

### Type B
初回限定盤と通常盤の2種類が存在するが、収録トラックは同一である。
| #  | タイトル                                  | 作詞   | 作曲       | 編曲           | 時間 |
| -- | ----------------------------------------- | ------ | ---------- | -------------- | ---- |
| 1. | 「ハート・エレキ」                        | 秋元康 | 丸谷マナブ | 増田武史       |      |
| 2. | 「君だけにChu ! Chu !」(てんとうむChu!)   | 秋元康 | 今井ひろし | 野中“まさ”雄一 | 4:15 |
| 3. | 「Tiny T-shirt」(Team B)                  | 秋元康 | 上田起士   | 若田部誠       | 4:16 |
| 4. | 「ハート・エレキ（off vocal ver.）」      |        |            |                |      |
| 5. | 「君だけにChu ! Chu !（off vocal ver.）」 |        |            |                |      |
| 6. | 「Tiny T-shirt（off vocal ver.）」        |        |            |                |      |

| #  | タイトル                        | 作詞 | 作曲・編曲 | 監督     |
| -- | ------------------------------- | ---- | ---------- | -------- |
| 1. | 「ハート・エレキ」              |      |            | 金子修介 |
| 2. | 「ハート・エレキ -Dance ver.-」 |      |            |          |
| 3. | 「君だけにChu ! Chu !」         |      |            | 関和亮   |
| 4. | 「Tiny T-shirt」                |      |            | 山口保幸 |
| 5. | 「てんとうむChu! ドキュメント」 |      |            |          |

### Type 4
初回限定盤と通常盤の2種類が存在するが、収録トラックは同一である。
| #  | タイトル                                 | 作詞   | 作曲       | 編曲           | 時間 |
| -- | ---------------------------------------- | ------ | ---------- | -------------- | ---- |
| 1. | 「ハート・エレキ」                       | 秋元康 | 丸谷マナブ | 増田武史       |      |
| 2. | 「快速と動体視力」(アンダーガールズ)     | 秋元康 | 俊龍       | 野中“まさ”雄一 |      |
| 3. | 「清純フィロソフィー」(Team 4)           | 秋元康 | 多田慎也   | 生田真心       | 3:45 |
| 4. | 「ハート・エレキ（off vocal ver.）」     |        |            |                |      |
| 5. | 「快速と動体視力（off vocal ver.）」     |        |            |                |      |
| 6. | 「清純フィロソフィー（off vocal ver.）」 |        |            |                |      |

| #  | タイトル                                                           | 作詞 | 作曲・編曲 | 監督     |
| -- | ------------------------------------------------------------------ | ---- | ---------- | -------- |
| 1. | 「ハート・エレキ」                                                 |      |            | 金子修介 |
| 2. | 「ハート・エレキ -Dance ver.-」                                    |      |            |          |
| 3. | 「快速と動体視力」                                                 |      |            | 中村太洸 |
| 4. | 「清純フィロソフィー」                                             |      |            | 福居英晃 |
| 5. | 「チーム4・研究生オーディション 〜卒業を前に伝えたい想いがある〜」 |      |            |          |

### 劇場盤
| #  | タイトル                                     | 作詞   | 作曲       | 編曲           |
| -- | -------------------------------------------- | ------ | ---------- | -------------- |
| 1. | 「ハート・エレキ」                           | 秋元康 | 丸谷マナブ | 増田武史       |
| 2. | 「快速と動体視力」(アンダーガールズ)         | 秋元康 | 俊龍       | 野中“まさ”雄一 |
| 3. | 「君の瞳はプラネタリウム」(AKB48研究生)      | 秋元康 | Noda Akiko | 野中“まさ”雄一 |
| 4. | 「ハート・エレキ（off vocal ver.）」         |        |            |                |
| 5. | 「快速と動体視力（off vocal ver.）」         |        |            |                |
| 6. | 「君の瞳はプラネタリウム（off vocal ver.）」 |        |            |                |

## 選抜メンバー
- 入山杏奈
- 大島優子
- 多田愛佳 [注釈 2]
- 柏木由紀
- 川栄李奈
- 小嶋陽菜
- 指原莉乃 [注釈 3]
- 島崎遥香
- 高橋みなみ
- 松井珠理奈 [注釈 4]
- 松井玲奈 [注釈 5]
- 峯岸みなみ
- 山本彩 [注釈 6]
- 横山由依
- 渡辺麻友
- 渡辺美優紀 [注釈 7]

### メンバーのニックネームと担当楽器
本楽曲では、選抜メンバーは架空バンド「The G.FINGERS」のメンバーという設定になっており、それぞれ下記の通り全員にニックネームが付けられている。
| メンバー   | ニックネーム                | 担当楽器 （使用楽器）                  |
| ---------- | --------------------------- | -------------------------------------- |
| 小嶋陽菜   | Michelle（ミッシェル）      | リードボーカル                         |
| 高橋みなみ | Linda（リンダ）             | リードギター （リッケンバッカー・300） |
| 大島優子   | Lucy（ルーシー）            | ベース （ヘフナー・500-1）             |
| 柏木由紀   | Catherine（キャサリン）     | ドラム （使用楽器）                    |
| 指原莉乃   | Laura（ローラ）             | サイドギター （ギブソン・ES-335）      |
| 松井珠理奈 | Caroline（キャロライン）    | リズムギター （CHAKI P-4 Mod）         |
| 渡辺麻友   | Elizabeth（エリザベス）     | キーボード （ハモンドXB-2）            |
| 島崎遥香   | Angelina（アンジェリーナ）  | キーボード                             |
| 松井玲奈   | Sandy（サンディ）           | タンバリン                             |
| 横山由依   | Mary（メアリー）            | パーカッション                         |
| 山本彩     | Rosanna（ロザンナ）         | ダンサー                               |
| 川栄李奈   | Kawaey（カワエー）          | ダンサー                               |
| 渡辺美優紀 | Josephine（ジョセフィーヌ） | ダンサー                               |
| 峯岸みなみ | Barbara（バーバラ）         | ダンサー                               |
| 多田愛佳   | Margaret（マーガレット）    | ダンサー                               |
| 入山杏奈   | Veronica（ヴェロニカ）      | ダンサー                               |

## 収録アルバム
- ここがロドスだ、ここで跳べ!
- 0と1の間

## SNH48によるカバー
当時AKB48の姉妹グループであったSNH48は、本楽曲を「心電感應」のタイトルでカバーしている。このカバー曲は、グループの4作目のEPとして発売された。2014年3月12日発売された。
歌詞は秋元の詞を中国語に翻訳したものとなっている。楽曲のセンターポジションは陳觀慧。
楽曲のEP盤には、特典として生写真1枚（32枚中からランダムで1枚）、握手会参加券。

### EP収録トラック
| #   | タイトル                                    | 作詞              | 作曲         | 編曲           |
| --- | ------------------------------------------- | ----------------- | ------------ | -------------- |
| 1.  | 「心電感應」                                | 秋元康/上海星四芭 | 丸谷マナブ   | 増田武史       |
| 2.  | 「神魂顛倒」(原曲:「今度こそエクスタシー」) | 秋元康/上海星四芭 | 井上ヨシマサ | 井上ヨシマサ   |
| 3.  | 「愛的意義」(原曲:「愛の意味を考えてみた」) | 秋元康/上海星四芭 | 小川コータ   | 野中“まさ”雄一 |
| 4.  | 「日升日落」(原曲:「ゼロサム太陽」)         | 秋元康/上海星四芭 | 俊龍         | Sizuk          |
| 5.  | 「黑白格子裙」                              | 秋元康/上海星四芭 | 板垣祐介     | 板垣祐介       |
| 6.  | 「心電感應（伴奏）」                        |                   |              |                |
| 7.  | 「神魂顛倒（伴奏）」                        |                   |              |                |
| 8.  | 「愛的意義（伴奏）」                        |                   |              |                |
| 9.  | 「日升日落（伴奏）」                        |                   |              |                |
| 10. | 「黑白格子裙（伴奏）」                      |                   |              |                |

| #  | タイトル                              | 作詞 | 作曲・編曲 |
| -- | ------------------------------------- | ---- | ---------- |
| 1. | 「心電感應 118紅白對決 LIVE Version」 |      |            |
| 2. | 「神魂顛倒 118紅白對決 LIVE Version」 |      |            |
| 3. | 「愛的意義 118紅白對決 LIVE Version」 |      |            |
| 4. | 「日升日落 118紅白對決 LIVE Version」 |      |            |

### 選抜メンバー
- 陳觀慧
- 陳思
- 戴萌
- 蔣芸
- 孔肖吟
- 李宇琪
- 莫寒
- 錢蓓婷
- 邱欣怡
- 孫芮
- 温晶婕
- 呉哲晗
- 徐晨辰
- 許佳琪
- 趙嘉敏
- 張語格